# Туманган
Туманган (кор. 두만강) — місто на півночі КНДР. Найближче місто до кордону з Росією. Розташоване на річці Туманган. Є залізнична станція, через яку йде сполучення з Росією. Також тут знаходиться залізничний пункт пропуску через державний кордон Туманган — Хасан.